# Кара Халил-паша

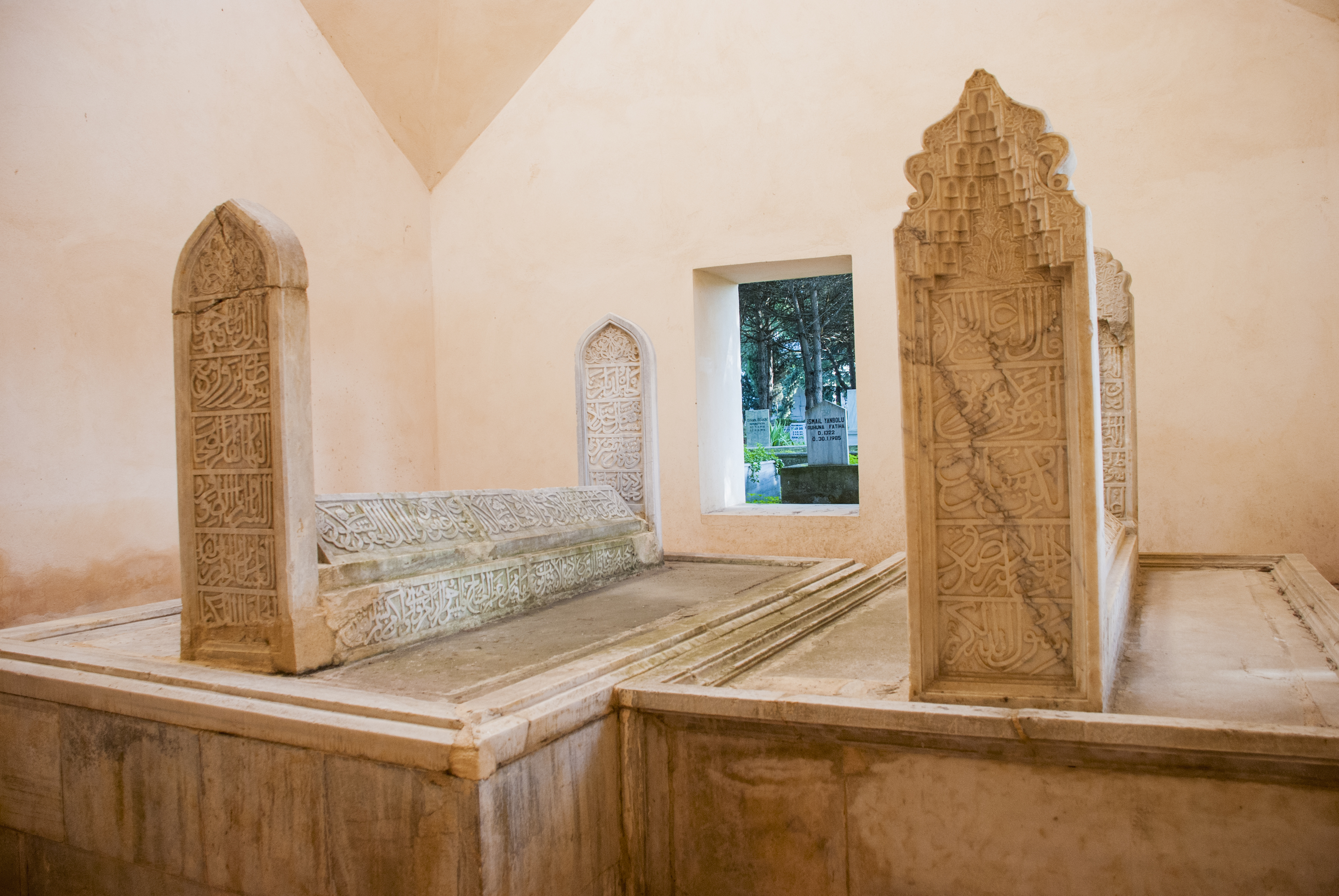
Могилы Чандарлы Али (слева) и Чандарлы Халил-паши (справа), Изник, Бурса

Чандарлы Кара Халил Хайреддин-паша (тур. Çandarlı Kara Halil Hayreddin Paşa; ? — 22 января 1387) — великий визирь Османского бейлика при Мураде I (1364—1387). Представитель  семьи Чандарлы, из которой вышло пять османских великих визирей. Первый человек, официально носивший титул «великий визирь» в османском государстве.
Кара Халил-паша поднялся до великого визиря с поста военного судьи (кадиаскер) в сентябре 1364 года и служил в этой должности 23 года до своей смерти. Таким образом, это самое длительное пребывание в должности великого визиря. Был инициатором введения системы девширме и образования янычарского корпуса.

## Биография
При рождении будущий великий визирь был назван Халилом, его лакабами были Кара и Караджа (тур. Kara, Karaca). Халил родился  в деревне Чендере, находившейся между  Эскишехиром, Сейидгази и Сиврихисаром. Согласно надписям на  Зеленой мечети в Бурсе и Старой мечети в Серезе, построенным Халилом, его отца звали Али. Известно, что Халил  происходил из  класса учёных людей (ахи), по рекомендации шейха Эдебали султан Орхан назначил Халила на должность кади в Биледжик. Возможно, именно в этот период Халил организовал регулярное пехотное войско. После османского завоевания Изника в 1331 году Орхан Гази назначил Халила на должность кади этого города.
В 1348/49 году новым центром государства стала Бурса. Халил был кади Бурсы к моменту смерти Орхана и сыграл важную роль в передаче власти: он вызвал письмом Мурада из Румелии и предупредил его о претензиях на трон других сыновей Орхана, Халила и Алаэддина. Халил сохранил Бурсу во время мятежа принцев, дождался прибытия Мурада и организовал его вступление на трон. Мурад не забыл эту поддержку и Халил получил огромные полномочия и звание кадиаскера. Он также сыграл важную роль в налаживании системы финансов с Караманли Муллой Рюстемом. Халил вместе с Рюстемом ввели налог на военную добычу и тем самым заложили основу для создания янычарского корпуса, который возник около 1364/65 года по инициативе Халила. Также он ввел систему девширме.
По легенде, изложенной у османских историков, Кара Халил принадлежал к тарикату Кадирия и был учеником Шейха Фахруддина Мудурнулу. Орхан Гази посетил шейха и сказал, что ему нужен визирь. Шейх порекомендовал ему своего ученика Халила Хайреддина, а сам отказался стать визирем. По другой версии легенды, бей отправился навестить Алауддина Эсведа, одним из учеников которого был Кара Халил. Другие детали рассказа не отличаются. Однако это лишь легенды, поскольку визирем Халил стал лишь побыв в должности кади.
Халил стал визирем после Синануддина Факих Юсуфа-паши. Хотя дата назначения неизвестна, считается, что это произошло в 1363/64 или 1364/65 году. Он также был командующим армией во время завоевания Западной Фракии. Это привело к тому, что следующие османские великие визири несли ответственность и за управление государством, и командование армией. Кара Халил Хайреддин-паша командовал армией при захвате османами городов Комотини, Ксанти, Зихне, Кавала, Драма и Серр. Точно известно, что до 1374/75 года он исполнял обязанности бейлербея в Западной Фракии. Позже он захватил города Салоники, Манастир и Охрид, а во время междоусобной борьбы в Албании в 1386 году османская армия под его командованием заняла Крую и Шкодер. Когда султан Мурад отправился в Анатолию для подготовки похода на Алаэддина Караманоглу, он решил не брать с собой Халила-пашу, а оставить его в Румелии, чтобы защищать границы. Возвращаясь из Албании во Фракию в 1387 году, он заболел и умер в своем лагере в Енидже-и-Вардар (по другой версии в Енидже-и-Карасу). Чандарлы Али-паша, его старший сын, занял пост визиря Османской империи, экспедицию в Анатолию готовил уже он.
Тело Халила-паши было привезено в Изник Али-пашой, его старшим сыном, и захоронено рядом с Восточными воротами (Лефке капы). В 1922 году гробница была разрушена греческой армией, но потомок Халила-паши, Нух Несийюддин-бей, отремонтировал мавзолей предка, восстановив его первоначальный вид.

## Семья
По легендам, сохранившимся в записях османских историков, в этот период жизни Халил женился на дочери Таджеддина Кюрди из медресе Изника, на другой дочери которого был женат шейх Эдебали.
У Халила было трое сыновей: Али, Ильяс и Ибрагим. Двое из них — Али и Ибрагим — впоследствии занимали пост великого визиря, так же, как и сын, и внук Ибрагима. Про Ильяса известно, что он жил в Галлиполи, где построил хаммам, завие и основал вакф. Его потомки в наше время образуют серезскую ветвь семьи.